# League of Ireland 1994/95
Die League of Ireland 1994/95 war die 74. Spielzeit der höchsten irischen Fußballliga. Sie begann am 28. August 1994 und endete am 25. April 1995. Titelverteidiger waren die Shamrock Rovers.
Dundalk FC gewann zum neunten Mal die Meisterschaft.

## Modus
Das Ligaformat wurde im Vergleich zum Vorjahr wieder vereinfacht. Die zwölf Mannschaften spielten jeweils dreimal gegeneinander. Jedes Team absolvierte 33 Saisonspiele. Die beiden letzten Vereine stiegen direkt in die First Division ab, der Drittletzte musste in die Relegation.

## Abschlusstabelle
| Pl. | Verein                | Sp. | S  | U  | N  | Tore    | Diff. | Punkte |
| --- | --------------------- | --- | -- | -- | -- | ------- | ----- | ------ |
| 1.  | Dundalk FC            | 33  | 17 | 8  | 8  | 041:250 | +16   | 59     |
| 2.  | Derry City            | 33  | 16 | 10 | 7  | 045:300 | +15   | 58     |
| 3.  | Shelbourne FC         | 33  | 16 | 9  | 8  | 045:320 | +13   | 57     |
| 4.  | Bohemians Dublin      | 33  | 14 | 11 | 8  | 048:300 | +18   | 53     |
| 5.  | St Patrick’s Athletic | 33  | 13 | 14 | 6  | 053:360 | +17   | 53     |
| 6.  | Shamrock Rovers (M)   | 33  | 14 | 9  | 10 | 045:360 | +9    | 51     |
| 7.  | Cork City             | 33  | 15 | 4  | 14 | 055:420 | +13   | 49     |
| 8.  | Sligo Rovers (P, N)   | 33  | 12 | 7  | 14 | 043:420 | +1    | 43     |
| 9.  | Galway United         | 33  | 10 | 9  | 14 | 039:530 | −14   | 39     |
| 10. | Athlone Town (N)      | 33  | 6  | 14 | 13 | 031:440 | −13   | 32     |
| 11. | Cobh Ramblers         | 33  | 5  | 11 | 17 | 029:510 | −22   | 26     |
| 12. | Monaghan United       | 33  | 5  | 4  | 24 | 022:750 | −53   | 19     |

Platzierungskriterien: 1. Punkte – 2. Tordifferenz – 3. geschossene Tore

| (M) | Amtierender irischer Meister         |
| (P) | Amtierender irischer Pokalsieger     |
| (N) | Neuaufsteiger aus der First Division |

## Kreuztabelle
| Hinrunde (Runden 1–22) | Hinrunde (Runden 1–22) | Hinrunde (Runden 1–22) | Hinrunde (Runden 1–22) | Hinrunde (Runden 1–22) | Hinrunde (Runden 1–22) | Hinrunde (Runden 1–22) | Hinrunde (Runden 1–22) | Hinrunde (Runden 1–22) | Hinrunde (Runden 1–22) | Hinrunde (Runden 1–22) | Hinrunde (Runden 1–22) | 1994/95               | Rückrunde (Runden 23–33) | Rückrunde (Runden 23–33) | Rückrunde (Runden 23–33) | Rückrunde (Runden 23–33) | Rückrunde (Runden 23–33) | Rückrunde (Runden 23–33) | Rückrunde (Runden 23–33) | Rückrunde (Runden 23–33) | Rückrunde (Runden 23–33) | Rückrunde (Runden 23–33) | Rückrunde (Runden 23–33) | Rückrunde (Runden 23–33) |
| ---------------------- | ---------------------- | ---------------------- | ---------------------- | ---------------------- | ---------------------- | ---------------------- | ---------------------- | ---------------------- | ---------------------- | ---------------------- | ---------------------- | --------------------- | ------------------------ | ------------------------ | ------------------------ | ------------------------ | ------------------------ | ------------------------ | ------------------------ | ------------------------ | ------------------------ | ------------------------ | ------------------------ | ------------------------ |
| Dundalk FC             | Derry City             | Shelbourne FC          | Bohemians Dublin       | St Patrick’s Athletic  | Shamrock Rovers        | Cork City              | Sligo Rovers           | Galway United          | Athlone Town           | Cobh Ramblers          | Monaghan United        | Verein                | Dundalk FC               | Derry City               | Shelbourne FC            | Bohemians Dublin         | St Patrick’s Athletic    | Shamrock Rovers          | Cork City                | Sligo Rovers             | Galway United            | Athlone Town             | Cobh Ramblers            | Monaghan United          |
|                        | 1:1                    | 1:0                    | 2:0                    | 2:0                    | 2:1                    | 1:3                    | 1:1                    | 1:0                    | 2:1                    | 2:1                    | 0:0                    | Dundalk FC            |                          | 2:0                      | 1:1                      | –                        | –                        | –                        | –                        | –                        | 2:0                      | 1:0                      | 1:0                      | 6:0                      |
| 2:0                    |                        | 1:2                    | 1:0                    | 0:3                    | 0:1                    | 0:0                    | 4:3                    | 1:1                    | 2:1                    | 3:1                    | 2:0                    | Derry City            | –                        |                          | 2:0                      | 1:1                      | 2:0                      | 1:0                      | –                        | –                        | 2:0                      | –                        | –                        | –                        |
| 1:0                    | 3:0                    |                        | 0:2                    | 0:2                    | 3:1                    | 2:0                    | 1:3                    | 2:3                    | 2:2                    | 1:1                    | 0:2                    | Shelbourne FC         | –                        | –                        |                          | –                        | 1:1                      | –                        | 1:0                      | –                        | 2:1                      | 3:1                      | 3:0                      | 3:1                      |
| 2:0                    | 0:0                    | 3:3                    |                        | 1:1                    | 2:4                    | 1:2                    | 0:1                    | 3:0                    | 3:1                    | 4:1                    | 3:0                    | Bohemians Dublin      | 0:0                      | –                        | 1:2                      |                          | –                        | –                        | –                        | –                        | 2:0                      | 2:2                      | 3:0                      | –                        |
| 1:0                    | 1:1                    | 1:0                    | 0:0                    |                        | 3:3                    | 3:4                    | 5:0                    | 4:2                    | 1:1                    | 5:0                    | 2:0                    | St Patrick’s Athletic | 1:1                      | –                        | –                        | 1:1                      |                          | –                        | 2:1                      | 3:1                      | –                        | 1:1                      | –                        | –                        |
| 3:0                    | 4:0                    | 0:0                    | 1:1                    | 1:1                    |                        | 2:1                    | 1:0                    | 1:2                    | 1:0                    | 1:1                    | 3:0                    | Shamrock Rovers       | 2:1                      | –                        | 0:3                      | 0:2                      | 1:1                      |                          | –                        | 0:2                      | 1:1                      | –                        | –                        | –                        |
| 2:0                    | 2:4                    | 0:1                    | 2:1                    | 3:1                    | 1:1                    |                        | 3:2                    | 0:0                    | 4:2                    | 3:0                    | 4:0                    | Cork City             | 0:1                      | 0:2                      | –                        | 1:2                      | –                        | 0:1                      |                          | 2:0                      | –                        | –                        | –                        | 1:3                      |
| 0:1                    | 0:0                    | 1:2                    | 1:0                    | 4:1                    | 1:0                    | 3:2                    |                        | 0:0                    | 0:0                    | 3:1                    | 2:1                    | Sligo Rovers          | 0:1                      | 1:0                      | 0:1                      | 0:2                      | –                        | –                        | –                        |                          | –                        | –                        | 2:2                      | 2:0                      |
| 0:0                    | 1:4                    | 0:1                    | 2:2                    | 0:0                    | 1:1                    | 2:1                    | 2:1                    |                        | 1:2                    | 0:5                    | 5:2                    | Galway United         | –                        | –                        | –                        | –                        | 2:4                      | –                        | 0:1                      | 4:2                      |                          | 0:1                      | 1:0                      | –                        |
| 0:2                    | 0:1                    | 0:0                    | 0:0                    | 2:2                    | 4:2                    | 2:3                    | 0:0                    | 1:1                    |                        | 0:2                    | 1:1                    | Athlone Town          | –                        | 1:1                      | –                        | –                        | –                        | 1:0                      | 1:4                      | 1:0                      | –                        |                          | 1:0                      | 1:0                      |
| 2:2                    | 0:0                    | 0:0                    | 0:1                    | 1:0                    | 0:3                    | 0:0                    | 1:1                    | 1:2                    | 0:0                    |                        | 0:2                    | Cobh Ramblers         | –                        | 1:1                      | –                        | –                        | 0:1                      | 0:2                      | 1:0                      | –                        | –                        | –                        |                          | 5:0                      |
| 0:4                    | 0:1                    | 1:1                    | 0:1                    | 0:0                    | 0:1                    | 0:5                    | 0:6                    | 2:3                    | 1:0                    | 3:1                    |                        | Monaghan United       | –                        | 0:5                      | –                        | 1:2                      | 0:1                      | 1:2                      | –                        | –                        | 1:2                      | –                        | –                        |                          |

## Relegation
Das zehntplatzierte Athlone Town gewann die Relegation gegen den Dritten der First Division, Finn Harps, und blieben in der ersten Spielklasse.
|              | Gesamt          |            | Hinspiel | Rückspiel |
| ------------ | --------------- | ---------- | -------- | --------- |
| Athlone Town | 0:0 (5:3 i. E.) | Finn Harps | 0:0      | 0:0 n. V. |